# Ангулас

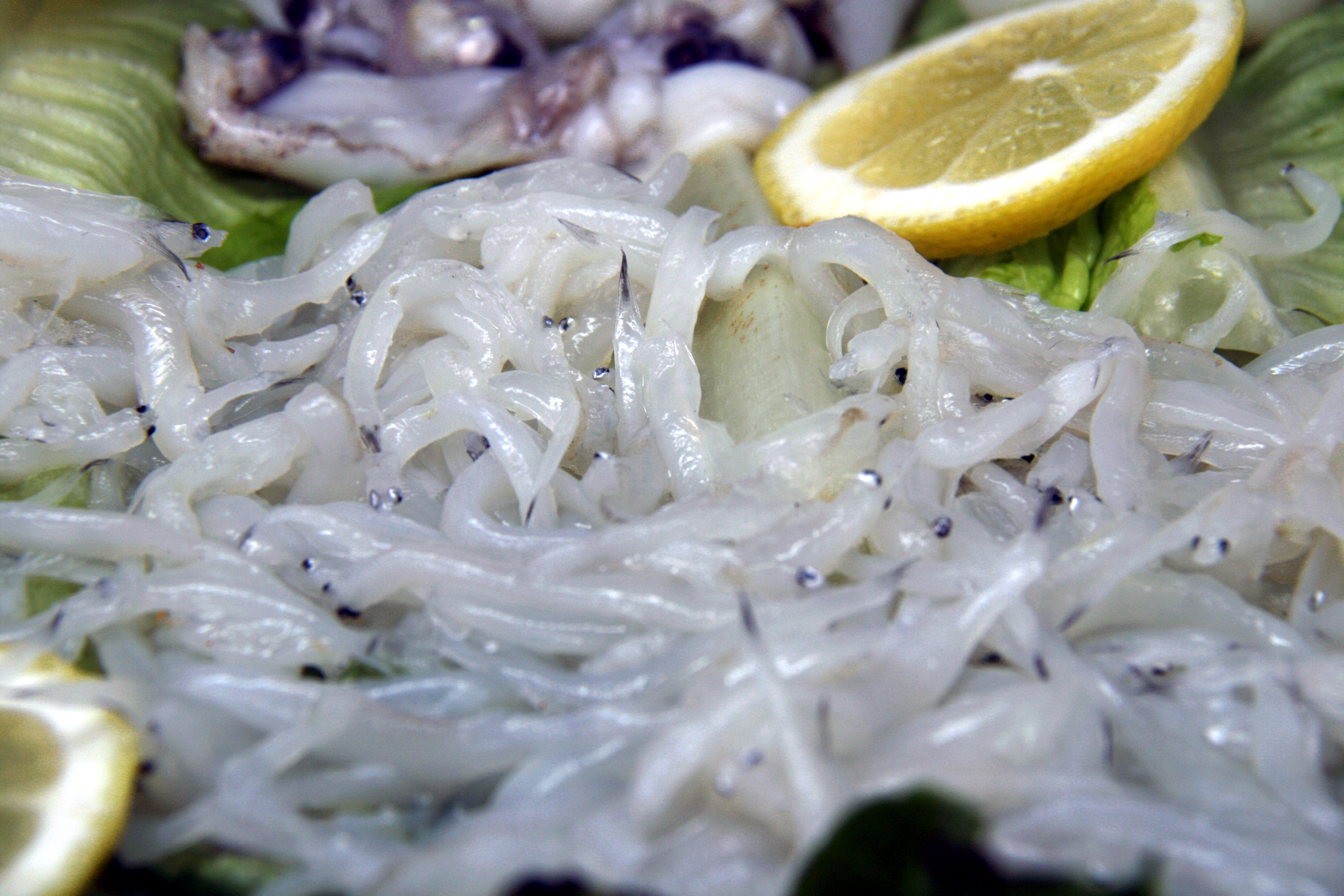
Ангулас

Ангу́лас (ісп. Angulas) — мальки річкового вугра (на мал.), а також делікатес з них, популярний в Іспанії, особливо в провінціях Біскайя і Гіпускоа. Печеню з мальків за традиційним рецептом (ісп. Angulas a la bilbaína) — прийнято вживати в певні свята. Висока ціна мальків (до 1000 євро за кг) дозволяє, тому хто споживає страву, продемонструвати свій майновий і соціальний статус ().

## Промисел
Вугрі метають ікру в Саргасовому морі на відстані близько 500 км від європейського узбережжя. Мальки переносяться до берегів Іспанії течією Гольфстрим; цей шлях займає до двох років. Сезон промислу починається в листопаді; найкращий час для лову — холодної ночі в дощову погоду під час сильної припливної течії і неспокійного моря. Мальків виловлюють за допомогою сачків з дрібної сітки, залучаючи їх увагу світлом ліхтарів. Виловлену рибу вбивають тютюном, ошпарюють окропом, після чого вона стає тьмяного молочного кольору .

## Економіка

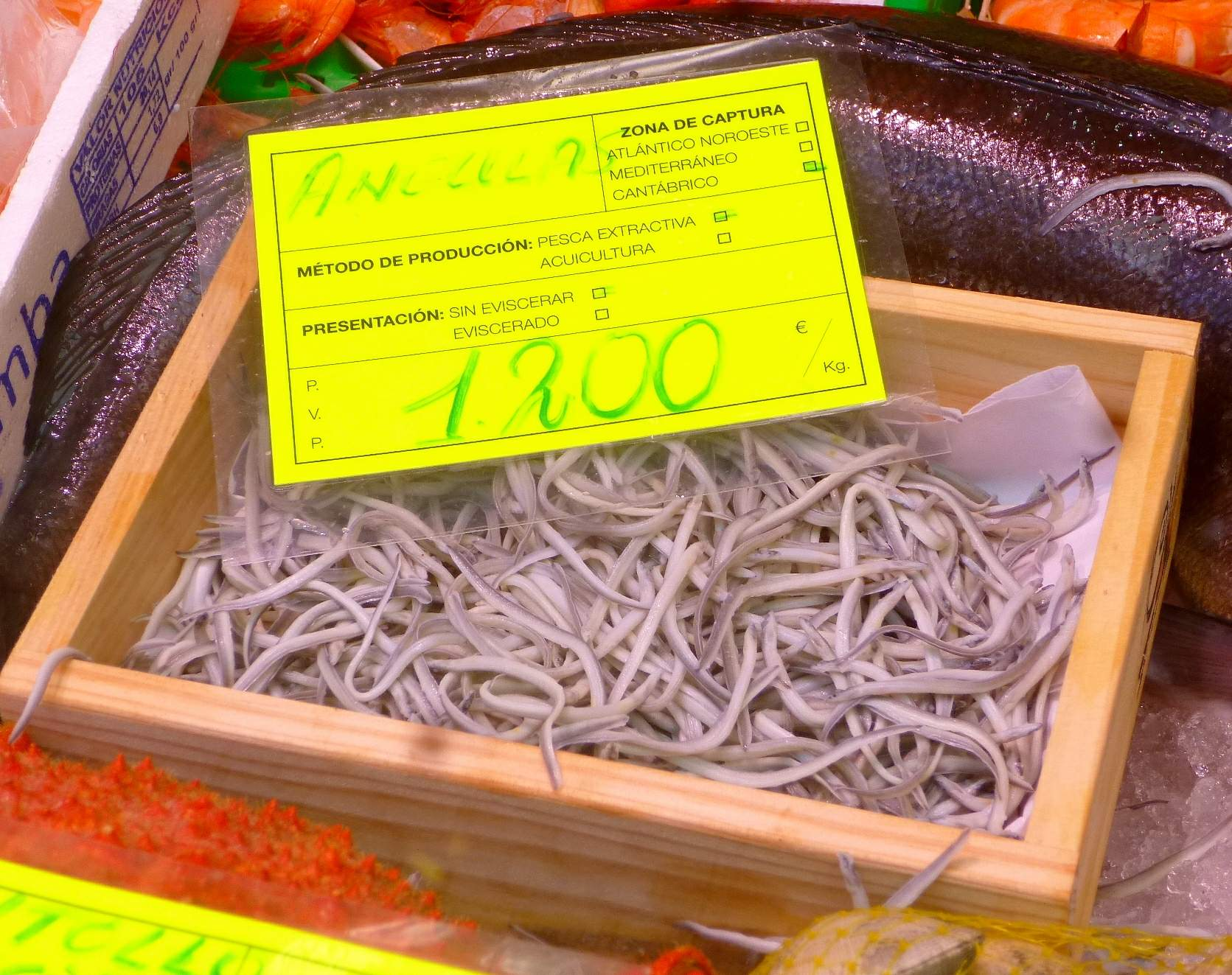
Мальки вугра на рибному ринку в Більбао (2018); Вартість 1 200 євро за кг

У минулому мальків вугра не вважалися цінним продуктом і були традиційною їжею робітників у північній Іспанії, оскільки улови в сезон були великі. В міру зниження улову, ангулас стали одним з найдорожчих іспанських делікатесів: кілограм сирих мальків коштує 1000 євро (на мал.). У 1991 році компанія Angulas Aguinaga почала випуск штучних «мальків» з відходів переробки риби. Продукт отримав назву гулас (ісп. gulas). За зовнішнім виглядом імітація нічим не відрізняється від оригіналу (на мал. нижче ), але на смак більше віддає рибою. Згодом гулас набув великої популярності і продається в Іспанії усюди .

## Приготування

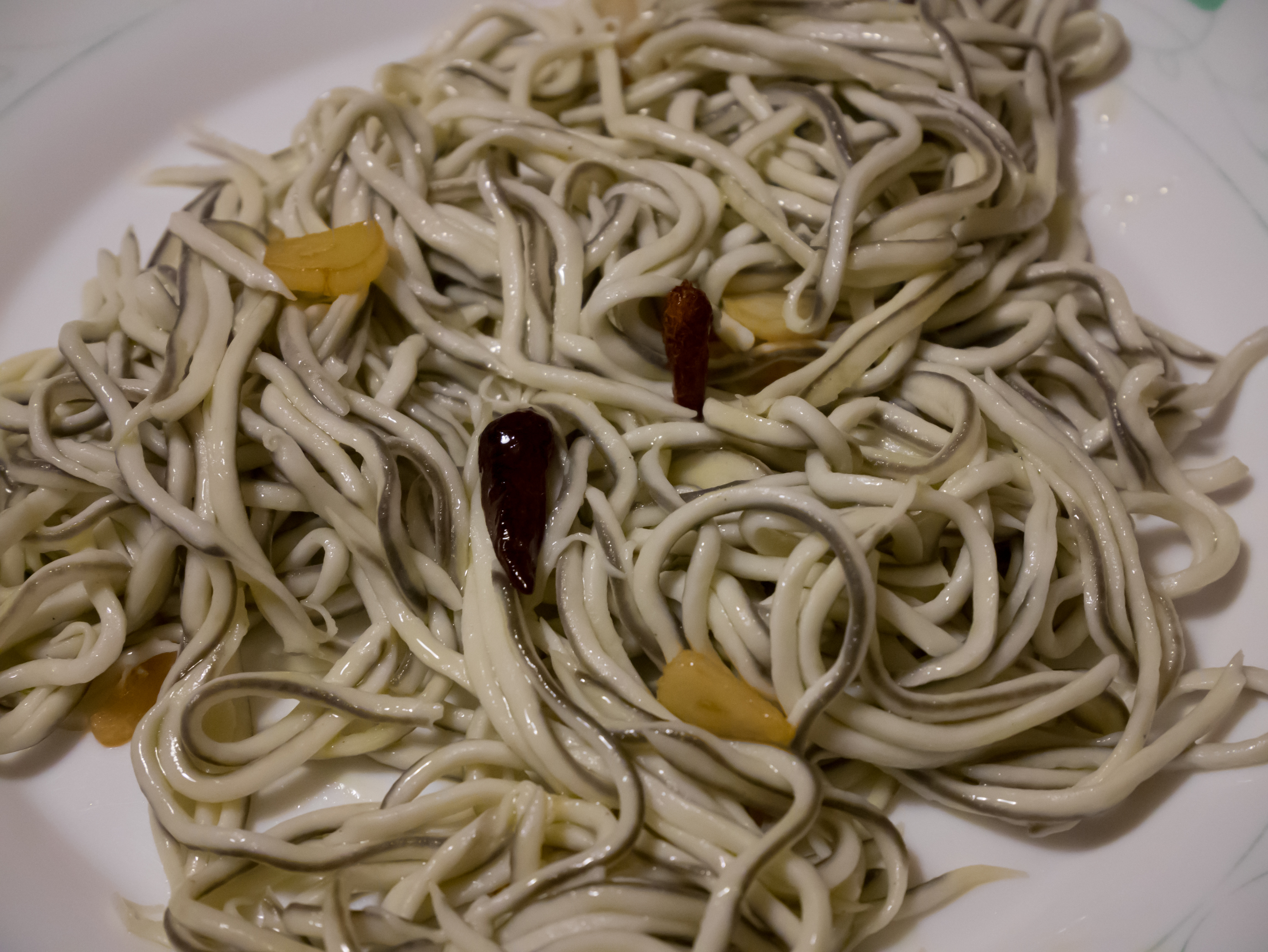
Штучні мальки вугра (gulas), приготовлені з часником і чилі

За традиційним рецептом (ісп. a la bilbaína) ангулас готують в глиняній пательні, додаючи до попередньо обсмаженого в оливковій олії часнику і перцю чилі (на мал.).

## Соціальна роль
В Країні басків прийнято їсти мальків вугра на Різдво, Новий рік та День Святого Себастьяна. Спостерігачі відзначають, що ні смакові якості, ні поживна цінність мальків вугра не виділяють їх з інших видів морепродуктів. Висока ж ціна пояснюється психологічними причинами: прагненням продемонструвати свій соціальний статус і підтвердити приналежність до місцевої культурної традиції .